# Civilizacija doline Inda
Na obalama rijeke Inda, u današnjem Pakistanu, pojavila se i cvala jedna od najstarijih svjetskih civilizacija između 2700. i 1750. pr. Kr. Njezina središta su bila gradovi Mohenjo Daro, Harappa, Dholavira i Lothal, s po 40.000 stanovnika. Goleme javne građevine, građene od opeka od blata, pokazuju da je ova civilizacija bila veoma napredna. Vrlo malo znamo o svakodnevnom životu stanovnika doline Inda, osim da su trgovali sa Sumeranima i prakticirali jedan od prvih oblika hinduizma. Njihova je civilizacija neobjašnjivo propala nakon 1750. pr. Kr. Uzrok može biti neka invazija ili promjena toka rijeke Inda.

## Mohenjo Daro
Gradovi u dolini Inda bili su planski građeni po uzorku mreže. Imali su široke glavne ceste i uske uličice. Kućni otpad odvodio se odvodnim kanalima. Sve su kuće bile izgrađene oko središnjeg dvorišta. Ljudi su tijekom dana u tom dvorištu živjeli i radili.

### Velika žitnica
Neki znanstvenici smatraju da su stanovnici u dolini Inda žitnicu koristili kao banku jer je bila sigurnosno skladište blaga trgovaca i vladara ovog grada. 
- Žitnica je imala drveni zid dug 46 m i krovove duž cijele građevine.
- Kupalište je bilo jedna od najvećih i najvažnijih građevina u Mohenjo Daru.
- Malena kupališta smještena u građevinama nedaleko od glavnog kupališta.
- Središnja kupališta su se koristila za vjerske namjene, primjerice obredno pranje prije svetkovine.
- Citadela je povišeno mjesto na kojem su bile smještene važne javne građevine. Povišeno područje lakše se brani.
- Stupa ili budističko svetište sagrađena je mnogo kasnije nakon postojanja grada Mohenjo Daro. Izvorni glavni hram stanovnika doline Inda može biti skriven ispod humka stupe.

## Zanatstvo
Poput većine drevnih civilizacija, stanovnici doline Inda imali su svoj sustav za mjerenje mase i duljine. To je olakšavalo trgovinu, a moglo se određivati i vrijednost robe radi plaćanja poreza. Ti drevni stanovnici bili su i vješti lončari i metalski radnici. Izrađivali su fine oslikane posude, figure od terakote i lijep zlatni nakit. Naučili su miješati bakar i kositar te prizvoditi broncu.

### Pečati
Indski narod je koristio pečate za pokazivanje imovine. U svaki pečat je urezana slika životinje, primjerice jednoroga, i zapis.
Arheolozi su pronašli kamene pečate sa zapisima koji ne nalikuju nijednom drugom starom pismu. Kad bi se pronašli dugi tekstovi, znanstvenici bi ih mogli dešifrirati - no, zapisi u dolini Inda su kratki pa njihovo značenje ostaje tajna.

## Religija
O religiji u dolini Inda se malo zna. Zbog važnosti vode, što dokazuje postojanje kupališta, neki su je znanstvenici povezali s kasnijim hinduizmom. Različite pronađene statue mogle bi predstavljati bogove i boginje. 
Većina kipića pronađenih u indskim gradovima imaju pokrivala za glavu i nakit pa se pretpostavlja da predstavljaju figure boginja.

### Poveznice
- Harappa
- Pakistan
- Mohendžo Daro

## Vanjske poveznice
- Indus
- Fotografije iz Mohenjo Daroa